# Miguel Echenausi
Miguel Ángel Echenausi (né le 21 février 1968 au Venezuela) est un footballeur international vénézuélien, qui évoluait au poste de défenseur, avant de devenir ensuite entraîneur.

## Biographie

### Carrière de joueur

#### Carrière en club
Avec le Caracas Futbol Club, il remporte deux championnats du Venezuela et deux Coupes du Venezuela.

#### Carrière en sélection
Avec l'équipe du Venezuela, il joue 28 matchs (pour 2 buts inscrits) entre 1991 et 2000. 
Il figure dans le groupe des sélectionnés lors des Copa América de 1991, de 1993 et de 1999.
Il joue 10 matchs comptant pour les tours préliminaires de la coupe du monde, lors des éditions 1994, 1998 et 2002.

## Palmarès
Caracas
- Championnat du Venezuela (2) :
  - Champion : 1993-94 et 1994-95.

- Coupe du Venezuela (2) :
  - Vainqueur : 1994 et 1995.
  - Finaliste : 1996.